# Ralph Tepel

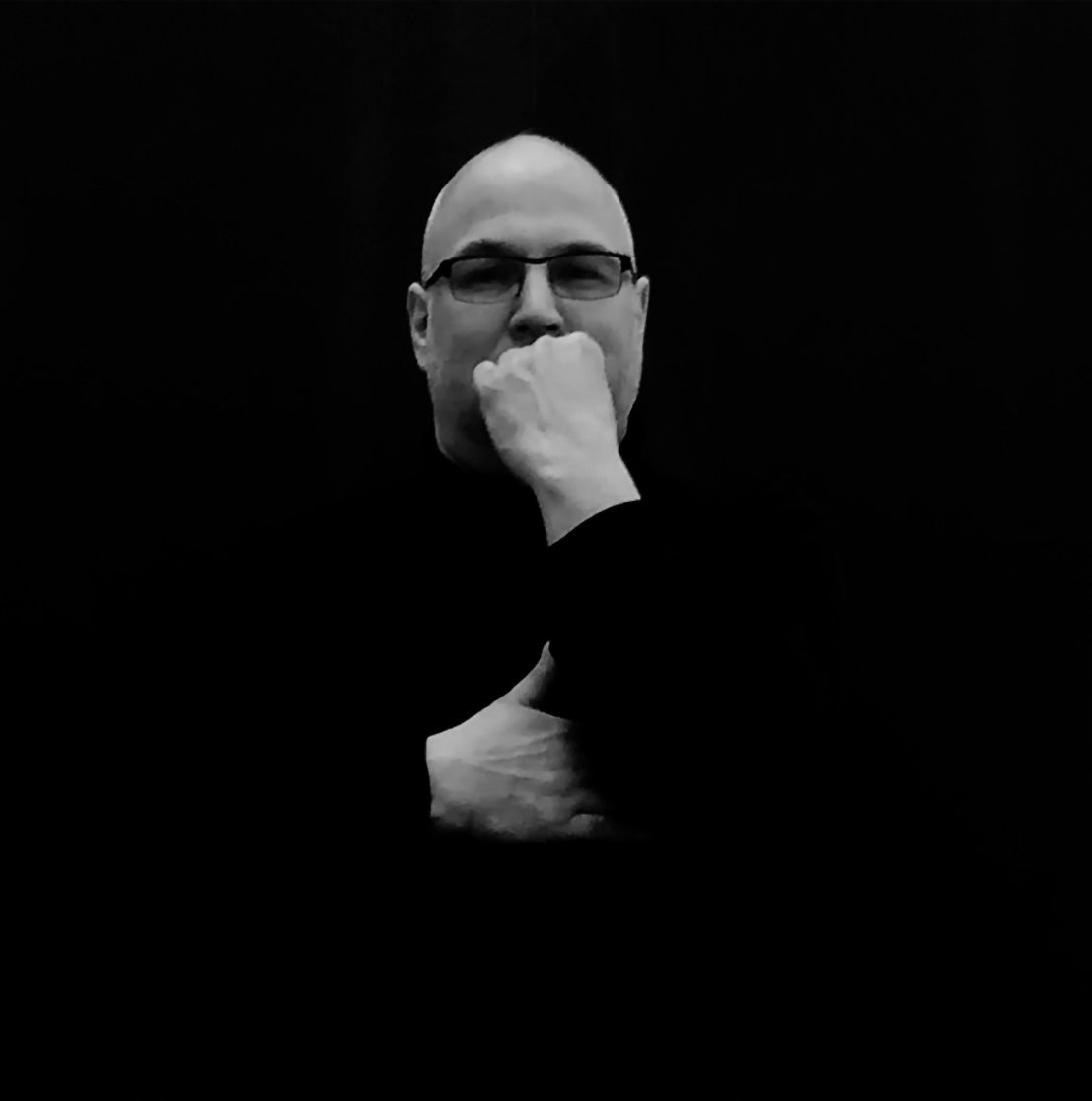
Ralph Tepel, self-portrait 2014

Ralph Tepel (* 1964 in Celle) ist ein deutscher Künstler, der sich mit Fotografie, Malerei, Bildhauerei und Klangkunstprojekten beschäftigt.

## Leben
Tepel beschäftigte sich bereits in seiner Jugend mit künstlerischen Themen, malte, zeichnete und schuf erste plastische Arbeiten und Skulpturen. Nach seinem Abitur am Wilhelm-Dörpfeld-Gymnasium studierte er ab 1983 neben der evangelischen Theologie auch Design und Kunst in Wuppertal, Heidelberg und Bonn.
Von 1995 bis 1997 war er Meisterschüler bei dem aus São Paulo nach Köln zurückgekehrten Alfons Engling.
1995 lernte er in Köln Helmut Tollmann kennen, mit dem ihn eine tiefe Freundschaft verbindet und bei dem er von 1998 bis 2006 als Assistent arbeitete. Die von Helmut Tollmann entwickelte Multilayer-Technik mit der Verbindung aus Druck und Fotografie entlehnten Techniken faszinierte ihn sehr und haben Auswirkungen bis in die heutigen Arbeiten.
Seit 2018 ist er der künstlerische Direktor des Museums für Japan und zeitgenössische Kunst - Schloss Mitsuko.

## Werk
Ralph Tepel war als künstlerischer Fotograf etliche Jahre Mitglied der American Society of Picture Professionals und des Adobe Photographers Directory. Er wurde mit seiner Arbeit im Band 1 von Künstlerische Fotografie heute veröffentlicht. In den Jahren 2007 und 2008 lebte und arbeitete Ralph Tepel in Calgary, Alberta. Dort entstand eine Fülle neuer fotografischer Arbeiten. Das Ausstellungs- und Buchprojekt „inspired by music“ fand in Calgary seinen ersten Höhepunkt: Fotografien von Ensembles aus den Genres Klassik, Jazz und Worldmusic, die in mehr als einem Jahrzehnt aufgenommen wurden.
Da Ralph Tepel in den Jahren 2004–2006 eine Serie von Gemälden über die „Gesichter des Grundgesetzes“ präsentiert hatte, wurde er von Christian Kiefer zum Musik- und Kunstprojekt „Of Great and Mortal Men“ von J. Matthew Gerken, Christian Kiefer und Jefferson Pitcher über die 44 Präsidenten der USA eingeladen und steuerte das Bild “Richard Nixon” bei.
Nach der Verlegung des Ateliers nach Solingen, begann die Suche nach neuen Ausdrucksformen unter dem ständigen Leitmotiv Freiheit. Die politischen Akzente in seiner Malerei und Bildhauerei fokussierten sich auf das Thema der Zerstörung von Freiheit durch Digitalisierung und Ökonomisierung. Diese Arbeiten wurden in der Kornelius-Galerie Anfang 2015 präsentiert.
Der Tod seines Vaters und sein eigener schwerer Unfall im Jahr 2014 markierten eine tiefe Veränderung in seinem Leben und Werk. Er setzte sich intensiv mit dem Werk von Jean-Michel Basquiat auseinander und fand zu einer neuen Bildsprache, die ihn zum "Mythenspiel" brachte angelehnt an Ludwig Wittgensteins "Sprachspiel" und Roland Barthes "Mythen des Alltags". Dazu erschien 2015 in Peripheral Arteries 2015 ein Interview mit großer Bildstrecke.
Das Spiel mit Information und Bildschichten führte ihn zu seinem neuen "Spielplatz", der Auslöschung von Information durch Überlagerung.

## Ausstellungen
- 2006 icons of humanity, HYPE Gallery, Berlin
- 2006 ralph tepel photographs, Ausstellung, Sani,  Griechenland
- 2005 soul landscapes, Ausstellung, Thessaloniki, Griechenland
- 2007 art of object, Calgary, Kanada
- 2008 Werk für „of great and mortal men“, USA
- 2008 inspired by music, Calgary, Kanada
- 2009 5th Street Gallery, Dayton, Oio, USA
- 2009 Kunst trifft Karneval, Köln
- 2010 galerie sanssouci, fluidum, Solingen
- 2010 Natur und Mensch, St. Andreasberg
- 2010 alles paletti, Solingen
- 2014 Farben des Herbstes, Galerie Rheinland, Solingen
- 2014 10. Wege zur Schlichtheit, Schloss Mitsuko, Todendorf
- 2015 Die Gedanken sind frei, Kornelius-Galerie, Kornelimünster
- 2015 open studio exhibition: “entire life on a computer chip”, culture morning, Solingen
- 2015 producer, assistant editor and composer „panta rei“ by Helmut Tollmann,  K.U.L.T., Bedbug
- 2015 Wege zur Schlichtheit 11 MUGA (Selbstvergessenheit) – 第11回 簡素への彷徨展, Gruppenausstellung, Schloss Mitsuki, Todendorf
- 2015 Ralph Tepel: myth games- the encounter,  Einzelausstellung, k1-gallery, Solingen
- 2015 Literature illuminated- four installations at Festival of Light 2015, Einzelausstellung im Bachtor-Centrum, Solingen
- 2015 KUNST ist immer ein Geschenk – Gruppenausstellung, k1 gallery, Solingen
- 2016 Ralph Tepel: West-östlicher Divan, Einzelausstellung, k1-gallery, Solingen
- 2016 Wege zur Schlichtheit 12 Toki no Nagare – Fließende Zeit, Gruppenausstellung, Schloss Mitsuko, Todendorf
- 2017 Kunst und Gegenwart, 80 Galerie, Gruppenausstellung, Berlin
- 2017 Wege zur Schlichtheit 13  Fragilität des Daseins, Gruppenausstellung, Schloss Mitsuko, Todendorf
- 2017 Ralph Tepel – Malerei, Bildhauerei, Installationen, Einzelausstellung, Galerie Dr. Jochim, Celle
- 2017 Ralph Tepel – Skulpturen, Einzelausstellung, k1 Galerie, Solingen
- 2018 Wege zur Schlichtheit 14 – 形而上 das Metaphysische: die des Formlosen, Gruppenausstellung, Schloss Mitsuko, Todendorf
- 2018 Schlosspark Stammheim Kunst 2018, Gruppenausstellung, Köln
- 2018/2019 Von Lichtern und Irrlichtern, solo light and land art installation, Todendorf
- 2019 cubes & boxes, Gruppenausstellung, Düsseldorf
- 2019 Wege zur Schlichtheit 15 - Yugen, Gruppenausstellung, Schloss Mitsuko, Todendorf
- 2019/2020 Von Lichtern und Irrlichtern II, solo light and land art installation, Todendorf
- 2020 ways to plainness 16 – Hishiryo, Gruppenausstellung, Schloss Mitsuko, Todendorf
- 2021 ways to plainness 17 – Awase, Gruppenausstellung, Schloss Mitsuko, Todendorf
- 2022 ways to plainness 18 – wo sich Vergänglichkeit und Ewigkeit berühren, Gruppenausstellung, Schloss Mitsuko, Todendorf
- 2022 ralph tepel – photography works from 1986 – 2022, Einzelausstellung, Galerie Dr. Jochim, Celle
- 2022 ralph tepel – photography externally, Einzelausstellung, Galerie Dr. Jochim im Schloss Mitsuko, Todendorf
- 2022/2023 Von Lichtern und Irrlichtern – Maks Dannecker, Lorenz Radeloff, Ralph Tepel, Todendorf
- 2023 cityscapes, blank wall gallery, Gruppenausstellung, Athen, Griechenland
- 2023 artbox.projects NYC 2.0, Gruppenausstellung, NYC, USA
- 2023 winter, The Glasgow Gallery of Photography, Gruppenausstellung, Glasgow, Schottland
- 2023 cip festival, Gruppenausstellung, Chania, Center of the Mediterranean Architecture, Kreta, Griechenland
- 2023 ways to plainness 19 – Randori, Gruppenausstellung, Schloss Mitsuko - Das Japan Museum, Todendorf
- 2023 portraits, blank wall gallery, Gruppenausstellung, Athen, Griechenland
- 2023 installation - the grid's growin by Bernd Kommnick and Ralph Tepel, Galerie am Hafen, Neubrandenburg
- 2023 Awagami International Miniature Print Exhibition, 6th biennial, Inbe Art Space, Japan
- 2023 paper-works, Gruppenausstellung, Schloss Mitsuko - Das Japan Museum, Todendorf